# 엘시 피셔
엘시 피셔(Elsie Fisher, 2003년 4월 3일 ~ )는 미국의 배우이다. 2018년 영화 《에이스 그레이드》의 주인공 케일라 데이 역으로 이름을 알렸다.

## 출연 작품
- 아담스 패밀리 - 파커 역 (목소리)